# José Gabriel de Silva-Bazán y Waldstein
José Gabriel de Silva-Bazán y Waldstein (Madrid, 18 mars 1782 - 4 novembre 1839), 10e marquis de Santa Cruz, grand d’Espagne, 8e marquis d’Arcicóllar, chevalier de l’ordre de la Toison d’or depuis 1821, chevalier de l’ordre de Charles III, commandeur de l’ordre de Calatrava, est un aristocrate, officier et diplomate espagnol. Il est également un gentilhomme de la chambre, le majordome principal du roi d’Espagne, le premier directeur du musée du Prado et président perpétuel de l’Académie royale espagnole.
Il est premier ministre pendant six jours en 1822.

## Sources
- (es) Senado de España, « Senado de España: home », sur www.senado.es (consulté le 25 février 2022)

- Pedro Moreno Meyerhoff, « Ascendencia y descendencia de D. Juan de Isasi Idiáquez, I Conde de Pie de Concha », Hidalguía: la revista de genealogía, nobleza y armas, nos 328-329,‎ 2008, p. 469–518 (ISSN 0018-1285, lire en ligne, consulté le 25 février 2022)